# دوشان
دوشان، شهرکی از توابع بخش مرکزی شهرستان سنندج در استان کردستان ایران است.

## جمعیت
این شهرک در حومه (سنندج) قرار دارد و براساس سرشماری مرکز آمار ایران در سال ۱۳۹۵، جمعیت آن ۷٬۰۰۹ نفر (۲٬۱۱۳خانوار) بوده‌است.

## رتبه در استان
این روستا یکی از بزرگترین روستاهای استان کردستان است و جمعیت آن از ۱۹ شهر استان بیشتر است.
- منبع:فهرست شهرهای استان کردستان

| ردیف | نام شهر     | شهرستان  | جمعیت (۱۳۹۵) |   |
| ---- | ----------- | -------- | ------------ | - |
| ۱    | دلبران      | قروه     | ۶٬۷۱۳        |   |
| ۲    | سروآباد     | سروآباد  | ۵٬۱۲۱        |   |
| ۳    | یاسوکند     | بیجار    | ۳٬۴۹۰        |   |
| ۴    | موچش        | کامیاران | ۳٬۳۷۰        |   |
| ۵    | بلبان‌آباد   | دهگلان   | ۳٬۱۹۳        |   |
| ۶    | هورامان تخت | سروآباد  | ۳٬۱۷۶        |   |
| ۷    | صاحب        | سقز      | ۳٬۱۰۱        |   |
| ۸    | آرمرده      | بانه     | ۲٬۳۰۵        |   |
| ۹    | دزج         | قروه     | ۲٬۲۱۹        |   |
| ۱۰   | زرینه       | دیواندره | ۲٬۰۹۱        |   |
| ۱۱   | بویین سفلی  | بانه     | ۱٬۵۱۸        |   |
| ۱۲   | توپ آغاج    | بیجار    | ۱٬۶۴۵        |   |
| ۱۳   | حسین آباد   | سنندج    | ۱٬۵۹۴        |   |
| ۱۴   | شویشه       | سنندج    | ۱٬۳۰۲        |   |
| ۱۵   | کانی سور    | بانه     | ۱٬۲۸۴        | ۴ |
| ۱۶   | پیرتاج      | بیجار    | ۱٬۱۹۹        |   |
| ۱۷   | برده رشه    | مریوان   | ۱٬۰۲۰        |   |
| ۱۸   | سنته        | سقز      | ۸۰۵          |   |
| ۱۹   | چناره       | مریوان   | ۴۵۵          |   |